# Woodbury (Georgia)
Woodbury – miasto w Stanach Zjednoczonych, w stanie Georgia, w hrabstwie Meriwether.